# Dorothy Iannone

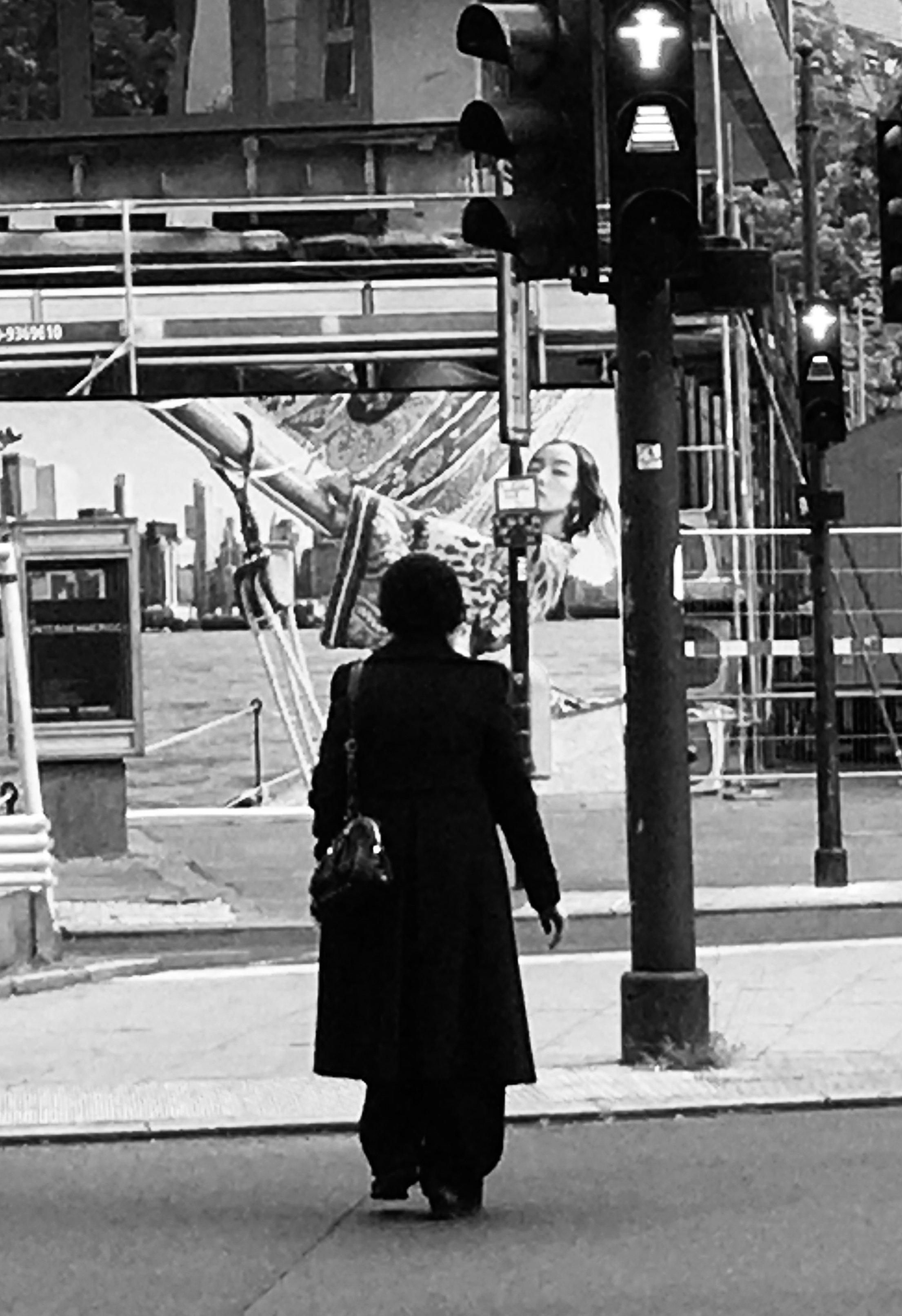
Dorothy Iannone in Berlin (2020)

Dorothy Iannone (* 9. August 1933 in Boston, Massachusetts; † 26. Dezember 2022 in Berlin) war eine amerikanische Malerin, Grafikerin, Objekt- und Videokünstlerin. Ihr Hauptthema war die sexuelle Befreiung mit autobiografischen Bezügen, die sie mit erotischen Sujets in teilweise bunten, psychedelisch-ornamentalen „Bild-Schrift-Klang-Objekten“, Künstlerbüchern und Videoinstallationen umsetzte.

## Leben
Dorothy Iannone studierte von 1953 bis 1957 amerikanische Literatur an der Boston University, wo sie mit dem Bachelor of Arts abschloss. 1958 studierte sie englische Literatur an der Brandeis University in Waltham, Massachusetts. Im selben Jahr heiratete sie James Upham. Das Paar ließ sich in New York nieder.
1959 begann Iannone zunächst ungegenständliche Bilder zu malen, die sich am abstrakten Expressionismus orientierten, wandte sich aber bald gegenständlichen, erotischen Themen zu. Während der 1960er Jahre unternahm sie gemeinsam mit James Upham zahlreiche Reisen nach Europa und Asien. 1961 klagte sie erfolgreich gegen das Verbot der in den USA als Pornografie indizierten Werke von Henry Miller. Von 1963 bis 1967 betrieb sie gemeinsam mit ihrem Mann die Stryke Gallery in New York. 1967 unternahm sie mit ihrem Mann und Emmett Williams eine Reise nach Reykjavík. Dort begegnete sie Dieter Roth. Die beiden begannen eine Liebesbeziehung, in deren Folge sich Dorothy Iannone von ihrem Mann trennte. Im selben Jahr veröffentlichte sie ein Buch, in dem sie alle Männer aufzählte, mit denen sie eine Nacht geteilt hatte. Zusammen mit Roth schloss sie sich der Fluxusbewegung um Robert Filliou, Daniel Spoerri und Emmett Williams an, distanzierte sich allerdings später in einer Arbeit mit den Worten „I am she who is not Fluxus“ vom Fluxus. In den folgenden Jahren lebte sie mit Roth abwechselnd in Basel, Düsseldorf, London und Island. Roth wurde zeitweilig zur „männlichen Muse“ für Iannone, er wiederum schrieb zahlreiche Gedichte an die Geliebte. Zu dieser Zeit begann Iannone mythologisch-ornamentale Bildergeschichten zu malen, in deren Mittelpunkt ihre Beziehung zu Roth steht. Überdies befasste sie sich mit der Gestaltung von Künstlerbüchern. Ihre Hauptthematik wird die sexuelle Befreiung mit teilweise autobiografischen Bezügen, ohne sich jedoch feministisch-emanzipatorischen Dogmen zu unterstellen.
Bei einer 1970 von Harald Szeemann ausgerichteten Ausstellung in der Kunsthalle Bern wurden Iannones Arbeiten wegen ihrer als provokant empfundenen Darstellung von Genitalien mit Klebebändern versteckt, woraufhin Iannone und Roth ihre Teilnahme absagten. Auch Iannones Mitte der 1960er Jahre entstandene Holzfiguren mit dem Titel People, die Geschlechtsorgane zeigen, wurden in Deutschland und in der Schweiz bis in die 1990er Jahre mit Ausstellungsverboten belegt. 1974 trennten sich Iannone und Roth, blieben aber weiterhin, bis zu Roths Tod im Jahr 1998, befreundet. Iannone zog nach Südfrankreich. Ab Mitte der 1970er fertigte sie  Videoinstallationen, wie beispielsweise I Was Thinking of You von 1975, einer Sarkophag-ähnlichen Box mit erotischen Szenen. 1976 erhielt sie ein DAAD-Stipendium für einen einjährigen Arbeitsaufenthalt in Berlin, wohin sie dauerhaft zog. Von 1977 bis 1979 leitete sie einige Workshops an der Akademie der Künste. Ab 1986 befasste sie sich mit dem tibetanischen Buddhismus. 1988 erhielt sie ein Stipendium der Stiftung Kunstfonds Bonn, 1994 ein Stipendium vom Berliner Senat. Bis in die Gegenwart nahm sie an zahlreichen internationalen Ausstellungen teil, so wurde sie 2006 zur Berlin Beauties Biennale, zur Whitney Biennale in New York und 2007 als „Hidden Treasure“ (Künstler, der wichtige Impulse setzte) zur Art Cologne eingeladen.
Iannone verstarb nach kurzer Krankheit in ihrer Wahlheimatstadt Berlin.

## Ausstellungen

### Einzelausstellungen
- 2014:  Dorothy Iannone: Censorship And The Irrepressible Drive Toward Love And Divinity. Migros Museum für Gegenwartskunst, Zürich
- 2014:  Dorothy Iannone: This Sweetness Outside ot Time. Gemälde, Objekte, Bücher 1959–2014. Berlinische Galerie[7]
- 2002: Dorothy Iannone – I was thinking of you. Laura Mars Gallery, Berlin
- 1997: Dorothy Iannone – Love is forever isn’t it? NGBK, Berlin

### Gruppenausstellungen
- 2008: It’s not over yet. Invisible-Exports, New York City, NY
- 2008: Peripheral vision and collective body. MUSEION – Museum für moderne und zeitgenössische Kunst, Bozen
- 2008: Ad Absurdum. MARTa Herford
- 2007: BODYPOLITCX. Witte de With, Rotterdam
- 2007: Re-Dis-Play. Heidelberger Kunstverein
- 2006: “Seek the extremes…” – Dorothy Iannone. Lee Lozano. Kunsthalle Wien
- 2006: Whitney Biennial 2006 – Day for Night. Whitney Biennial, New York
- 2005: The Wrong Gallery. Tate Modern, London
- 2005: Dieter Roth und Dorothy Iannone. Sprengel Museum, Hannover
- 1998: Dorothy Iannone & Sarah Pucci. Museum Arnhem

## Öffentliche Sammlungen

### Dänemark
- Nordjyllands Kunstmuseum, Aalborg
- Museet for Samtidskunst, Roskilde

### Deutschland
- Berlinische Galerie, Berlin
- Staatliche Museen zu Berlin, Kupferstichkabinett, Berlin
- Staatliche Museen zu Berlin, Neue Nationalgalerie, Berlin

### Frankreich
- Musée d’art moderne de la Ville de Paris, Paris

### Schweiz
- Migros Museum für Gegenwartskunst, Zürich

## Auszeichnungen
- 2016 Berliner Bär (B.Z.-Kulturpreis)[8]